# Хазанов Геннадій Вікторович
Геннадій Вікторович Хазанов (нар. 1 грудня 1945, Москва, РРФСР) — російський актор естради, театру і кіно, громадський діяч єврейського походження, керівник Московського Театру естради. Народний артист РРФСР (1991). Член президії Російського єврейського Конгресу.

## Професійна діяльність

### Фільмографія
- 1976 — Чарівний ліхтар — Комісар Жюв
- 1984 — Сорок рис і одна зелена муха — новий учитель
- 1984 — Весілля сойок — провідний
- 1988 — Реквієм по Філею
- 1992 — Маленький гігант великого сексу — Марат
- 1995 — Бред удвох
- 1997 — Поліцейський та злодій — шахрай
- 2000 — Тихі вири — Павло
- 2004—2006 — Моя прекрасна няня — Жорес Клещенко, Тамада
- 2006 — Хто в домі господар? — Микола Петрович
- 2007 — Кривава Мері — батько Антона
- 2007 — Пригоди солдата Івана Чонкіна — Мойсей Соломонович Сталін
- 2008 — Атракціон — Осинський
- 2009 — Наказано знищити! Операція: «китайське шкатулка» — Йосип Сталін
- 2010 — Олімпійське Село

### Озвучування мультфільмів

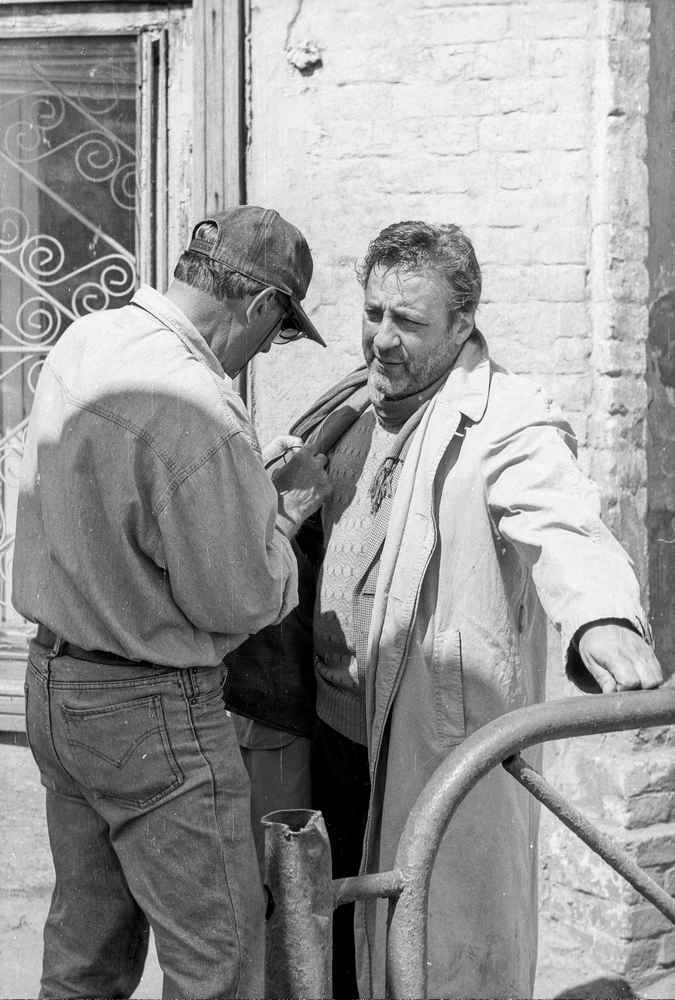
На зйомках фільму «Поліцейські і злодії»

- 1975 — Кіт Леопольд. Леопольд і Золота Рибка
- 1975 — Картина. їхав Ваня
- 1976 — Ну, постривай! — ДИКТОР Центрального телебачення, голоси Ніколя Озерова, Вероніки Маврикіївни і Авдотьї Микитівни
- 1984 — Повернення блудного папуги 1 — папуги Кеша
- 1987 — Повернення блудного папуги 2 — папуги Кеша
- 1988 — Повернення блудного папуги 3 — папуги Кеша
- 2009 — 9 — Перший

## Нагороди
- Заслужений артист РРФСР (1988)
- Народний артист РРФСР (1991) — за великі заслуги в області естрадного мистецтва
- Орден Дружби (1995)
- Державна премій (1996)

## Політична позиція
11 березня 2014 року підтримав позицію Володимира Путіна щодо Російської агресії в Криму, зробивши підпис серед інших діячів російської культури, під колективним зверненням до російської громадськості «Діячі культури Росії — на підтримку позиції Президента по Україні та Криму».